# Tina Kofler
Tina Kofler, auch Albertina Kofler bzw. Albertine Kofler (* 19. April 1872 in Eppan als Albertina Gfreiner; † 29. März 1935 in Kremsmünster), war eine österreichische Grafikerin und Malerin.
Sie übernahm ab 1913 die Malschule von Bertha von Tarnóczy in Linz und betrieb diese einige Jahre. Zu ihren Schülern zählten Vilma Eckl und Fanny Newald.

## Leben und Wirken

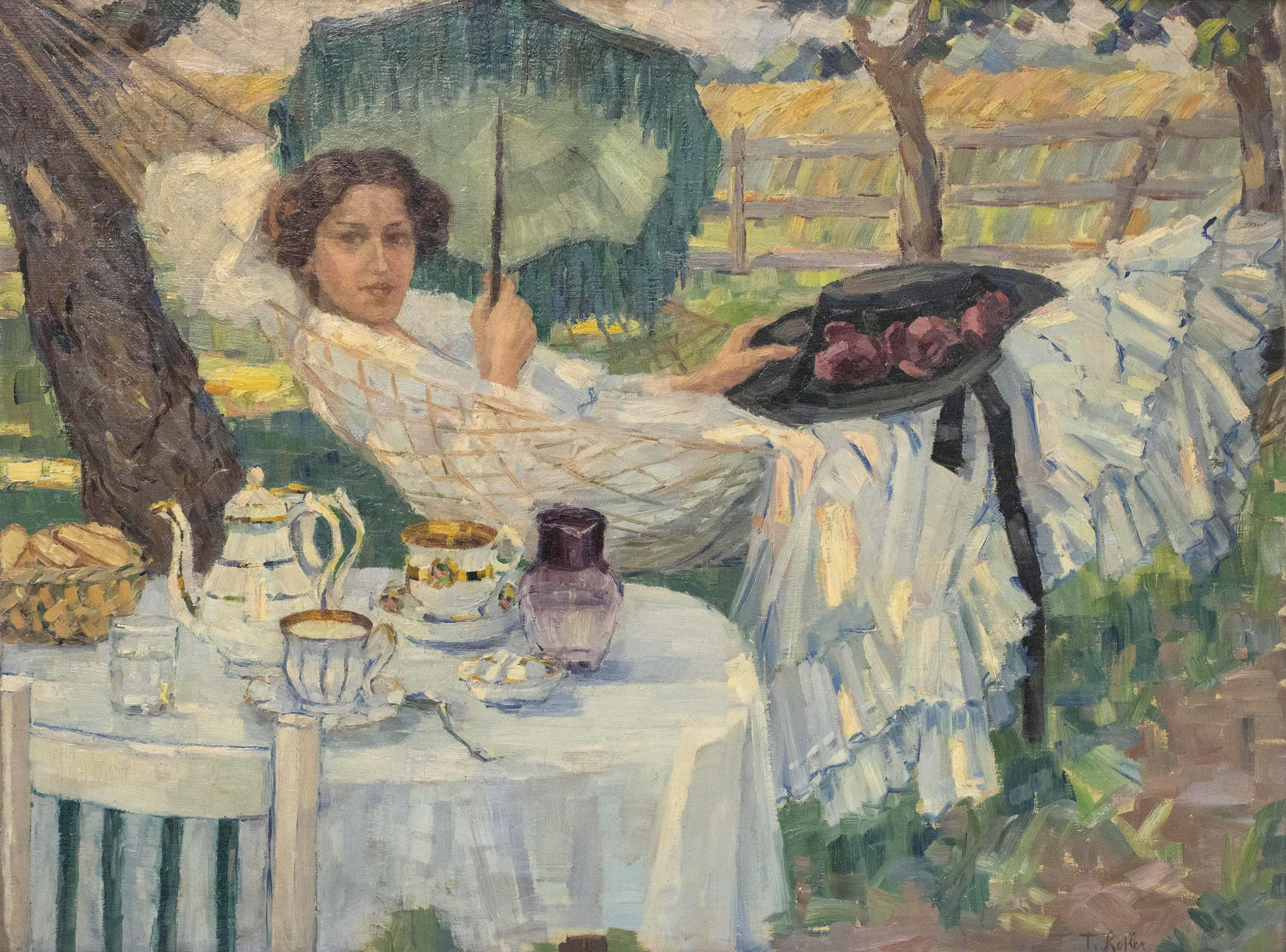
Tina Kofler: Dame in der Hängematte

Kofler wuchs als Tochter eines Apothekers auf, der sich um 1885 in Frankenmarkt niederließ. Sie absolvierte die Kunstschule in Wien und die Frauenakademie München, wo sie Schülerin von Heinrich Knirr war. 1890 heiratete sie den Apotheker Josef Kofler (* 17. August 1862; † 7. April 1937) und wurde in Kremsmünster ansässig. Sie gehörte ab 1922 der Künstlervereinigung MAERZ an. U.a. gestaltete sie die Notgeldscheine der Gemeinde Kematen an der Krems.
Am 29. März 1935 starb Kofler 62-jährig in ihrem Haus in Pochendorf 34 bei Kremsmünster an einer Hirnblutung und wurde am 1. April 1935 am örtlichen Friedhof beerdigt. Ihr Ehemann überlebte sie um zwei Jahre und wurde an ihrer Seite beerdigt.

## Ausstellungen
Ihre Werke wurden in der Wiener Sezession, in Dresden, im Glaspalast in München und in Linz ausgestellt.
- 100 Jahre MAERZ. Die Anfänge 1913 bis 1938, Nordico, 2013[5]

## Werke
- Studie einer Waldlandschaft, 1920
- Weite hügelige Sommerlandschaft in Oberösterreich, 1924